# سا جائه-هیوک
سا جائه-هیوک (انگلیسی: Sa Jae-hyouk؛ زادهٔ ۲۹ ژانویهٔ ۱۹۸۵) وزنه‌بردار اهل کره جنوبی است.